# Nezumia coheni
Nezumia coheni är en fiskart som beskrevs av Akitoshi Iwamoto och Merrett, 1997. Nezumia coheni ingår i släktet Nezumia och familjen skolästfiskar. Inga underarter finns listade i Catalogue of Life.